# Burnevillers
Burnevillers – miejscowość i gmina we Francji, w regionie Burgundia-Franche-Comté, w departamencie Doubs.
Według danych na rok 1990 gminę zamieszkiwało 51 osób, a gęstość zaludnienia wynosiła 8 osób/km² (wśród 1786 gmin Franche-Comté Burnevillers plasuje się na 692. miejscu pod względem liczby ludności, natomiast pod względem powierzchni na miejscu 693.).